# Włoscy posłowie do Parlamentu Europejskiego 1989–1994
Włoscy posłowie III kadencji do Parlamentu Europejskiego zostali wybrani w wyborach przeprowadzonych 18 czerwca 1989.

## Lista posłów
Wybrani z listy Chrześcijańskiej Demokracji (DC)
- Rosy Bindi
- Andrea Bonetti
- Franco Borgo
- Carlo Casini
- Maria Luisa Cassanmagnago Cerretti
- Mauro Chiabrando
- Felice Contu
- Maria Teresa Coppo Gavazzi, poseł do PE od 18 maja 1993
- Aldo De Matteo, poseł do PE od 17 marca 1992
- Antonio Fantini
- Arnaldo Forlani
- Mario Forte
- Gerardo Gaibisso
- Giulio Cesare Gallenzi
- Francesco Guidolin
- Antonio Iodice
- Francesco Lamanna, poseł do PE od 7 września 1992
- Calogero Lo Giudice
- Agostino Mantovani, poseł do PE od 23 kwietnia 1991
- Alberto Michelini
- Giuseppe Mottola
- Vito Napoli, poseł do PE od 29 kwietnia 1994
- Eolo Parodi, poseł do PE od 27 września 1990
- Ferruccio Pisoni
- Nino Pisoni
- Gabriele Sboarina

Wybrani z listy Włoskiej Partii Komunistycznej (PCI)
- Maurice Duverger
- Giulio Fantuzzi
- Roberto Barzanti
- Rinaldo Bontempi
- Luciana Castellina
- Anna Catasta
- Adriana Ceci
- Luigi Alberto Colajanni
- Biagio De Giovanni
- Cesare De Piccoli
- Andrea Carmine De Simone, poseł do PE od 19 maja 1994
- Renzo Imbeni
- Pasqualina Napoletano
- Achille Occhetto
- Giacomo Porrazzini
- Andrea Raggio
- Tullio Regge
- Giorgio Rossetti
- Roberto Speciale
- Renzo Trivelli
- Dacia Valent
- Luciano Vecchi

Wybrani z listy Włoskiej Partii Socjalistycznej (PSI)
- Gianni Baget Bozzo
- Vincenzo Bettiza
- Pierre Carniti
- Mario Didò, poseł do PE od 13 maja 1992
- Franco Iacono
- Lelio Lagorio
- Antonio La Pergola
- Nereo Laroni
- Maria Magnani Noya
- Vincenzo Mattina
- Gabriele Panizzi, poseł do PE od 19 maja 1994
- Luigi Vertemati

Wybrani z listy Włoskiego Ruchu Społecznego (MSI)
- Antonio Mazzone, poseł do PE od 26 października 1989
- Pietro Mitolo, poseł do PE od 25 maja 1992
- Cristiana Muscardini
- Pino Rauti

Wybrani z listy Liberali-Repubblicani-Federalisti
- Jas Gawronski
- Marco Pannella
- Elda Pucci, poseł do PE od 24 marca 1992
- Bruno Visentini

Wybrani z listy Verdi Europa – Lista Verde (VE)
- Gianfranco Amendola
- Enrico Falqui
- Alexander Langer

Wybrani z listy Włoskiej Partii Socjaldemokratycznej (PSDI)
- Antonio Cariglia
- Enrico Ferri

Wybrani z listy Verdi Arcobaleno (VA)
- Maria Adelaide Aglietta
- Virginio Bettini, poseł do PE od 26 października 1989

Wybrani z listy Lega Lombarda (LL)
- Gipo Farassino, poseł do PE od 19 maja 1994
- Luigi Moretti

Wybrany z listy Antiproibizionisti sulla droga
- Marco Taradash

Wybrany z listy Demokracji Proletariatu (DP)
- Eugenio Melandri

Wybrany z listy Federalismo
- Mario Melis

Wybrany z listy Południowotyrolskiej Partii Ludowej (SVP)
- Joachim Dalsass

Byli posłowie III kadencji do PE
- Gaetano Cingari (PCI), od 15 czerwca 1992 do 9 maja 1994, zgon
- Emilio Colombo (DC), do 1 sierpnia 1992
- Francesco Corleone (VA), od 27 lipca 1989 do 25 października 1989
- Bettino Craxi (PSI), do 30 kwietnia 1992
- Lorenzo De Vitto (DC), do 27 kwietnia 1994, zgon
- Giuliano Ferrara (PSI), do 11 maja 1994
- Gianfranco Fini (MSI), do 11 maja 1992
- Roberto Formigoni (DC), do 6 maja 1993
- Giovanni Goria (DC), do 13 kwietnia 1991
- Giorgio La Malfa (Liberali-Repubblicani-Federalisti), do 13 marca 1992
- Salvatore Lima (DC), do 12 marca 1992, zgon
- Giorgio Napolitano (PCI), do 10 czerwca 1992
- Edoardo Ronchi (VA), do 26 lipca 1989
- Mario Giovanni Guerriero Ruffini (DC), do 15 września 1990, zgon
- Francesco Speroni (LL), do 11 maja 1994
- Giuseppe Tatarella (MSI), do 18 października 1994